# غلاف تيتان الجوي

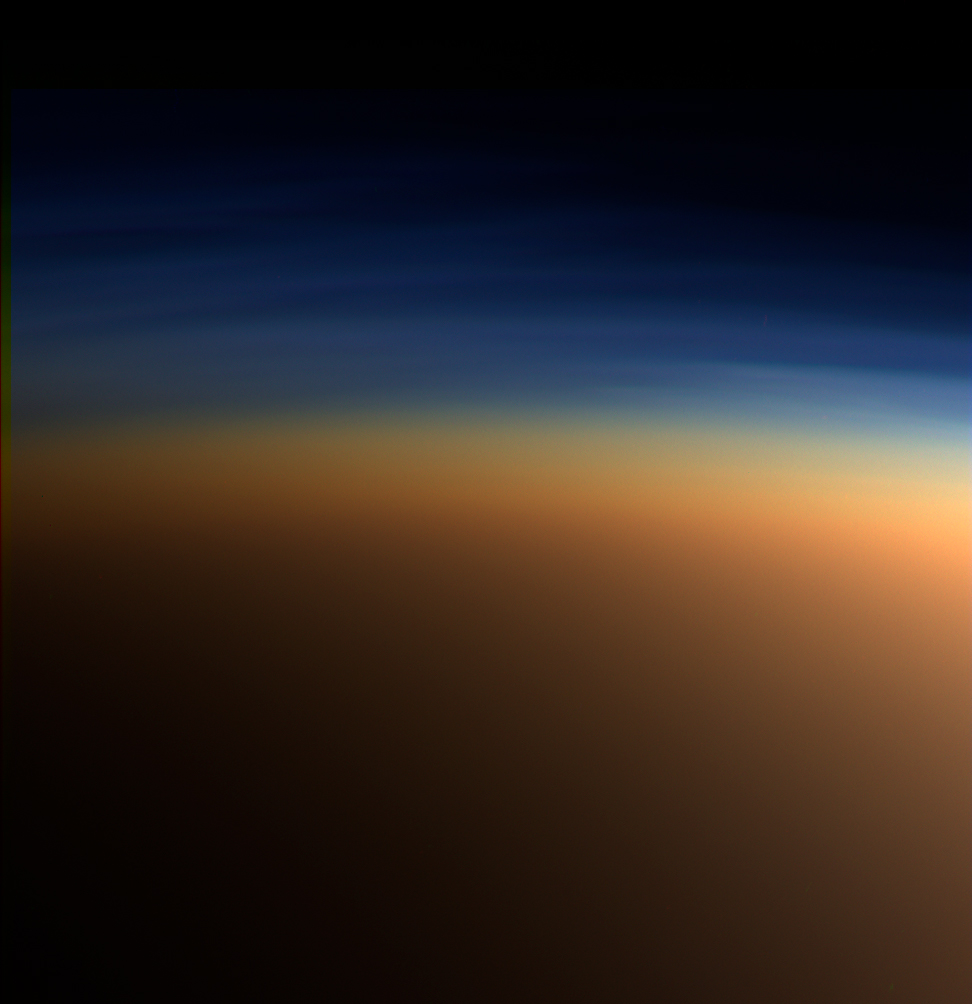
صورة بالألوان الحقيقية لطبقات غبش في غلاف تيتان الجوي.

غلاف تيتان الجوي أو الغلاف الجوي لتيتان هو طبقة من الغازات المحيطة بتيتان أكبر أقمار زحل، وهو الغلاف الجوي السميك الوحيد لقمر طبيعي في النظام الشمسي. يتكون الغلاف الجوي السفلي لتيتان بشكل رئيسي من غاز النتيروجين بنسبة 94.2%، وغاز الميثان بنسبة 5.65%، وغاز الهيدروجين بنسبة 0.099%. وتوجد كميات ضئيلة من المركبات الهيدروكربونية مثل الإيثان، وثنائي الأسيتيلين، والميثيلاستيلين، والأسيتيلين، والبروبان بالإضافة لغازات أخرى مثل السيانواسيتيلين، وسيانيد الهيدروجين، وثاني أكسيد الكربون، وأول أكسيد الكربون، والسيانوجين، والأرغون، والهيليوم. يرتفع الضغط الجوي عند السطح عن الضغط الجوي الأرضي بمقدار 50% تقريبًا بما يعادل 1.5 بار، ويعتبر هذا الضغط قريبًا من ضغط النقطة الثلاثية لمركب الميثان، والتي تسمح له أن يكون في حالته الغازية في الجو، وفي حالته السائلة على السطح. ينتج اللون البرتقالي لهذا غلاف الجوي الذي يظهر من الفضاء بواسطة مركبات كيميائية أخرى أكثر تعقيدًا موجودة بكميات صغيرة تُعرف باسم مركبات «الثولين»، وهي رواسب عضوية شبيهة بالقطران (القار).

## تاريخ الرصد
كان عالم الفلك الأسباني «جوزيف كوماس إي سولا» أول من اشتبه بوجود غلافًا جويًا سميكًا للقمر تيتان، وذلك بملاحظته لظاهرة سواد الأطراف المميزة أثناء رصده لتيتان في عام 1903، وأكد وجوده العالم «جيرارد كايبر» في عام 1944 باستخدام وسيلة مطيافية أسفرت عن تقدير الضغط الجوي الجزئي لغاز الميثان بمقدار 100 مللي بار (10 كيلوباسكال). وبينت الملاحظات اللاحقة في سبيعنيات القرن الماضي أن تقديرات كايبر لضغط الميثان كانت منخفضة للغاية؛ إذ كانت وفرة الميثان بالغلاف الجوي لتيتان أكثر بعشر مرات من ما توصل إليه كايبر، والضغط الجوي عند السطح كان أكبر بمقدار ضعف ما تنبأ به على الأقل. يدل ارتفاع الضغط عند السطح بأن الميثان يشكل جزءًا صغيرًا من تركيب الغلاف الجوي لتيتان. قام المسبار الفضائي «فوياجر-1» عام 1980 بملاحظات دقيقة لغلاف تيتان الجوي، وكشف أن الضغط الجوي عند السطح أعلى منه على كوكب الأرض، إذ يبلغ 1.5 بار (أي أعلى من الأرض بنحو 1.48 مرة).
قدمت مهمة «كاسيني-هويجنز» المشتركة بين وكالة ناسا ووكالة الفضاء الأوروبية (ESA) معلومات وفيرة عن القمر تيتان، ونظام كوكب زحل بشكل عام، وهذا منذ أن دخلت في المدار يوم الأول من يوليو عام 2004. بينت المهمة أن وفرة النظائر في غلاف تيتان الجوي كانت دليلًا على أن كميات النيتروجين الوفيرة بالغلاف الجوي مصدرها مواد من «سحابة أورط»، والتي وصلت إلى القمر عن طريق المذنبات، وليس من المواد المكونة لكوكب زحل في الأوقات المبكرة. تأكد العلماء من إمكانية نشأة المركبات العضوية المعقدة على تيتان مثل الهيدروكربونات العطرية متعددة الحلقات، والبروبيلين، والميثان.
من المُخطط أن تهبط المركبة الضخمة «دراغون فلاي» التابعة لناسا على سطح تيتان في عام 2034. ستدرس المهمة إمكانية تيتان لاستضافة الحياة وكيمياء التخلق التلقائي بعدة أماكن هناك. ستقوم هذه المركبة بعدد من القياسات على العمليات الجيولوجية، والسطح، وتركيب الغلاف الجوي.

## نظرة عامة
بينت ملاحظات مسبارات فوياجر أن غلاف تيتان الجوي أكثر كثافة من الغلاف الجوي للأرض، مع وجود ارتفاع الضغط عند السطح عنه على الأرض بمقدار 1.48 مرة. تصل كتلة غلاف تيتان الجوي 1.19 مرة كتلة الغلاف الجوي للأرض. وهذا يفسر سبب الطبقات الضبابية المعتمة التي تحجب أغلب الضوء القادم من الشمس والمصادر الأخرى، وبالتالي تجعل الخصائص السطحية لتيتان غير معروفة. يمكن للبشر أن يطيروا على القمر تيتان عن طريق الرفرفة بأجنحة مثبتة على الأذرع، فالغلاف الجوي هناك سميك والجاذبية منخفضة جدًا. يمتد غلاف تيتان الجوي لمسافة أبعد عنها في الأرض وذلك لانخفاض جاذبيته؛ إذ اضطرت المركبة «كاسيني» أن تقوم ببعض المناورات لتحافظ على ثبات مدارها مقاومةً قوى الشد الناتجة من الغلاف الجوي، حتى وهي على ارتفاع 975 كيلومترًا. يعتبر غلاف تيتان الجوي معتمًا بدرجة كبيرة، ما يجعل إمكانية الحصول على طيف انعكاس كامل للسطح من خارج القمر أمرًا مستحيلًا. حصلنا على أول صور مباشرة لسطح القمر تيتان في عام 2004 عند وصول المهمة «كاسيني-هويجنز». ولم يستطع المسبار «هويجنز» من تحديد اتجاه الشمس أثناء عملية الهبوط على القمر.

## البنية الرأسية
تشبه البنية الرأسية لغلاف تيتان الجوي الغلاف الجوي للأرض. فكلاهما يتكونان من طبقات التروبوسفير، والستراتوسفير، والميزوسفير، والثرموسفير. ومع ذلك، تجعل جاذبية تيتان المنخفضة غلافه الجوي أكثر امتدادًا عن الأرض، بمعدلات ارتفاع تصل إلى 15-50 كيلومترًا مقارنةً بالأرض التي تتراوح بين 5-8 كيلومترات. زادت المعلومات التي حصلنا عليها من فوياجر وهويجنز ونماذج إشعاع الحمل الحراري من فهمنا لبنية غلاف تيتان الجوي بشكل كبير.
- طبقة المتكور الدوار «تروبوسفير»: تحدث معظم ظواهر الطقس على تيتان بهذه الطبقة. يتكاثف الميثان من الغلاف الجوي لتيتان عند الارتفاعات العالية، ولهذا تزداد نسبته تحت منطقة «التروبوبوز» على ارتفاع 32 كيلومترًا لتبلغ نسبته 4.9% في الأجواء حتى ارتفاع 8 كيلومترات من السطح.[2][22] توجد مختلف طبقات الغيوم وضباب الأمطار بطبقة التروبوسفير، وتحدث أيضًا أمطار الميثان بهذه الطبقة.
- طبقة المتكور الطبقي «ستراتوسفير»: يتكون الغلاف الجوي بهذه الطبقة من النيتروجين بنسبة تصل إلى 98.4%–وهو الغلاف الجوي الوحيد الغني بالنيتروجين في النظام الشمسي بجانب غلاف الأرض–وتتكون النسبة 1.6% الباقية من الميثان بنسبة 1.4% والهيدروجين بنسبة 0.1% إلى 0.2%.[22] توجد طبقة «الثولين» الرئيسية بالستراتوسفير على ارتفاع 100 إلى 210 كيلومترات تقريبًا.
- طبقة المتكور الأوسط «ميزوسفير»: توجد طبقة منفصلة من الضباب موجودة على ارتفاع 450 إلى 500 كيلومتر بطبقة الميزوسفير. تتقارب درجة حرارة هذه الطبقة مع حرارة طبقة المتكور الحراري بفعل تبريد خطوط سيانيد الهيدروجين.[23]
- طبقة المتكور الحراري «ثرموسفير»: يبدأ تصنيع الجسيمات بهذه الطبقة. اُستنتج هذا بعد إيجاد وقياس الأيونات الثقيلة والجسيمات. مرت المركبة كاسيني خلال الطبقة عند وصولها للنقطة الأقرب من القمر تيتان خلال رحلتها.
- طبقة الغلاف الأيوني «أيونوسفير»: يعتبر الغلاف الأيوني لتيتان أكثر تعقيدًا من الغلاف الأيوني للأرض، ويوجد الغلاف الأيوني الرئيسي لتيتان على ارتفاع 1200 كيلومتر ولكن توجد طبقة إضافية من الجسيمات المشحونة على ارتفاع 63 كيلومترًا.